# Ethics, Policy & Environment
Ethics, Policy & Environment (von 1998 bis 2019 Ethics, Place & Environment – A Journal of Philosophy & Geography) ist eine Fachzeitschrift für Philosophie mit Peer-Review, die dreimal jährlich bei Taylor & Francis erscheint und Beiträge in Englisch veröffentlicht. Der Fokus liegt auf Umweltethik, Umweltphilosophie und der normativen Dimension von Umweltpolitik.